# Onythes colombiana
Onythes colombiana là một loài bướm đêm thuộc phân họ Arctiinae, họ Erebidae.